# Комарівка (Чортківський район)
Комарі́вка — село в Україні, у Монастириській міській  громаді Чортківського району Тернопільської області. Розташоване на півдні району. До 2018 — центр сільської ради., якій було підпорядковане с.Затишне. Від 2018 року ввійшло у склад Монастириської міської громади.
До Комарівки приєднано хутір Грабок.
Населення — 293 особи (2001).

## Історія
Перша писемна згадка — 1797.
Діяли «Просвіта» й інші українські товариства.
Через село проходила одноколійна залізниця Станиславів — Гусятин.
Під час Радянсько-української війни 28 серпня 1920 року біля села відбувся бій між частинами 8-ї стрілецької бригади 3-ї Залізної дивізії та силами більшовицької Росії.
У національно-визвольному русі брали участь:
- Петро Богайчук (1921 р. н.), Ярослав Ганущак (1828 р. н.), Степан Расевич (1924 р. н.), Михайло Садовський (1913 р. н.) та інші.

Заарештовані й виселені жителі Комарівки:
- Федір Бойчук (1923 р. н.), Ярослав Ганущак (1929 р. н.), Марія Горбачик (1926 р. н.), Марія Гуменюк (1924 р. н.), Євстахій Зарічняк (1930 р. н.), Юстина Крупа (1896 р. н.), Ольга Осуд (1940 р. н.), Ганна Патрак (1923 р. н.), Євстахій Сичик (1939 р. н.), Ганна Торконяк (1924 р. н.) та інші.

Протягом 1962–1966 село належало до Бучацького району. 
12 червня 2020 року, відповідно до розпорядження Кабінету Міністрів України № 724-р «Про визначення адміністративних центрів та затвердження територій територіальних громад Тернопільської області» увійшло до складу Монастириської міської громади.
19 липня 2020 року, в результаті адміністративно-територіальної реформи та ліквідації Монастириського району, село увійшло до складу Чортківського району.

## Населення

### Мова
Розподіл населення за рідною мовою за даними перепису 2001 року:
| Мова       | Кількість | Відсоток |
| ---------- | --------- | -------- |
| українська | 290       | 98.98%   |
| російська  | 2         | 0.68%    |
| гагаузька  | 1         | 0.34%    |
| Усього     | 293       | 100%     |

## Пам'ятки
Є церква святого великомученика Димитрія (1924, мурована). Насипана символічна могила УСС (1991).

## Соціальна сфера
Працюють загальноосвітня школа І-ІІ ступенів, клуб, бібліотека, ФАП.

## Галерея

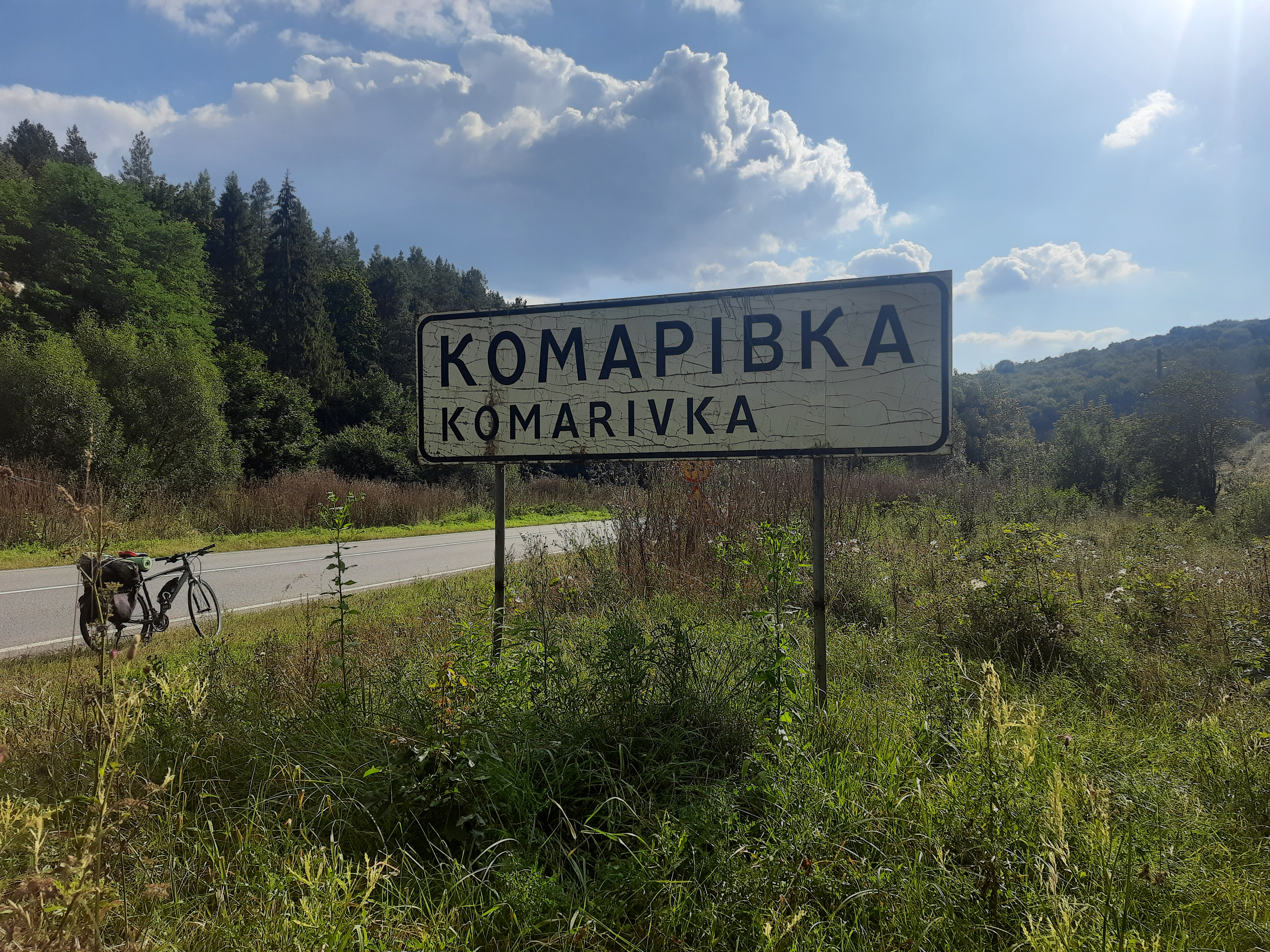
Дорожній знак при в'їзді в село
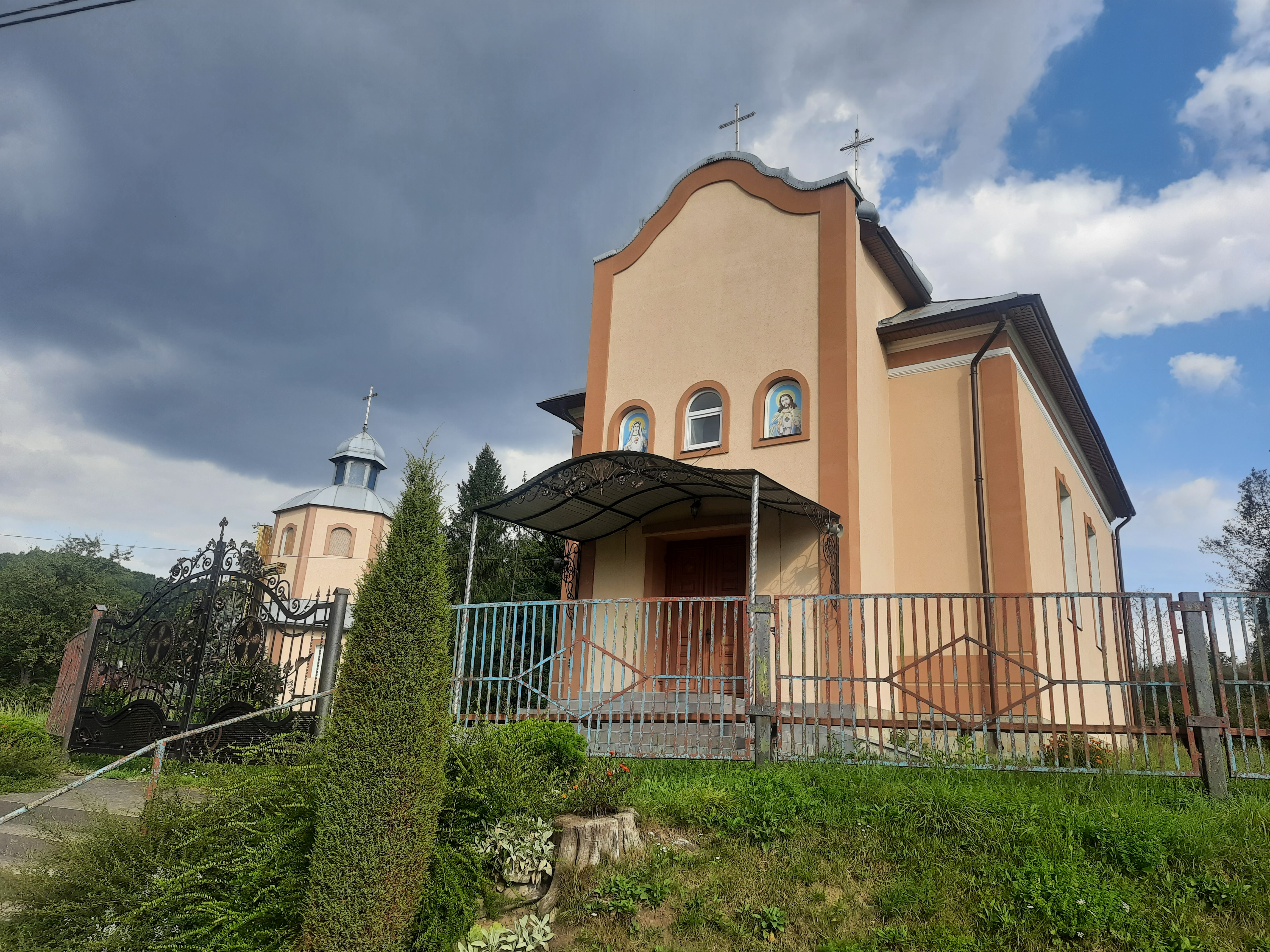
Церква Cвятого Великомученика Димитрія
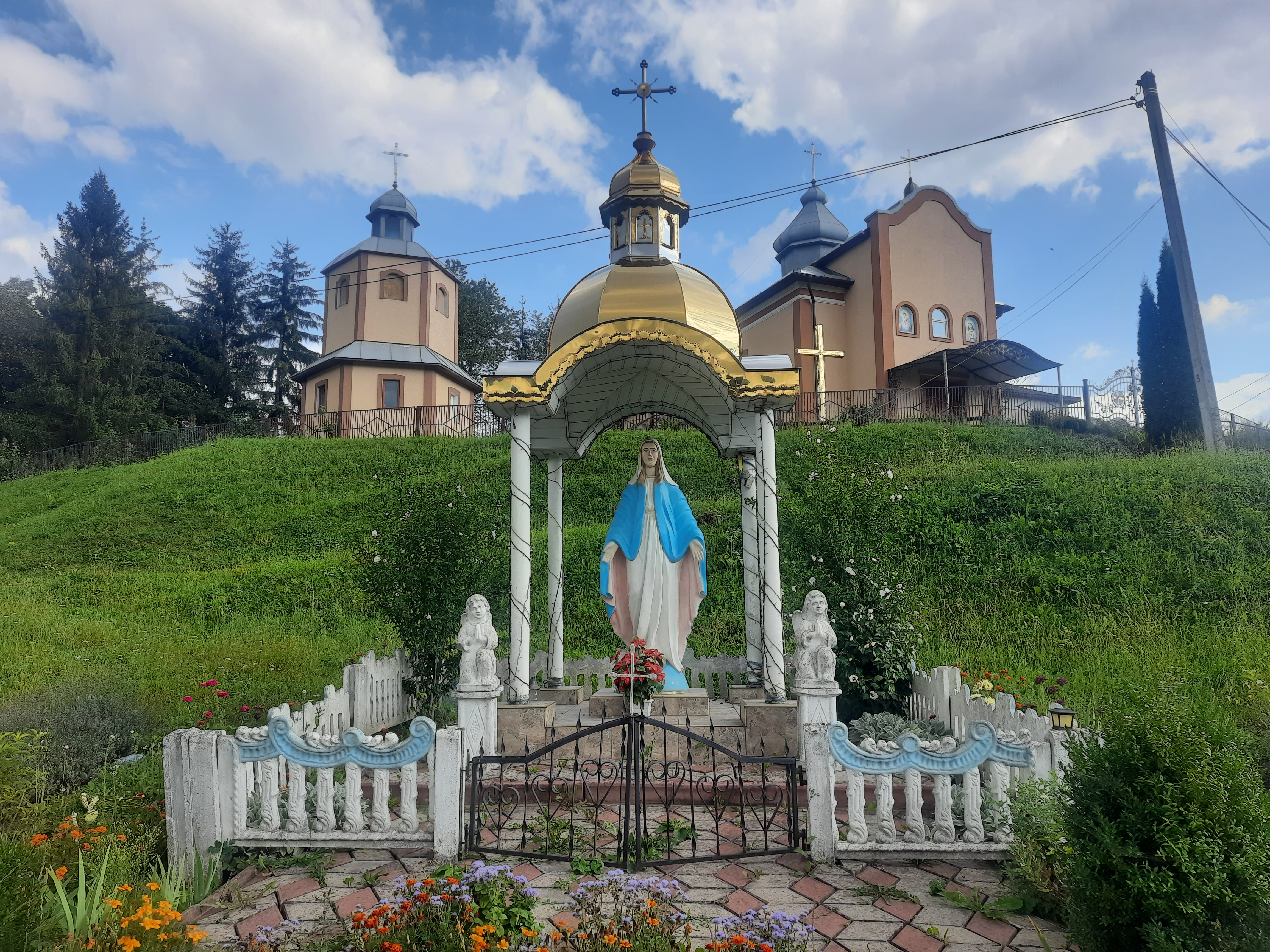
Статуя Божої Матері
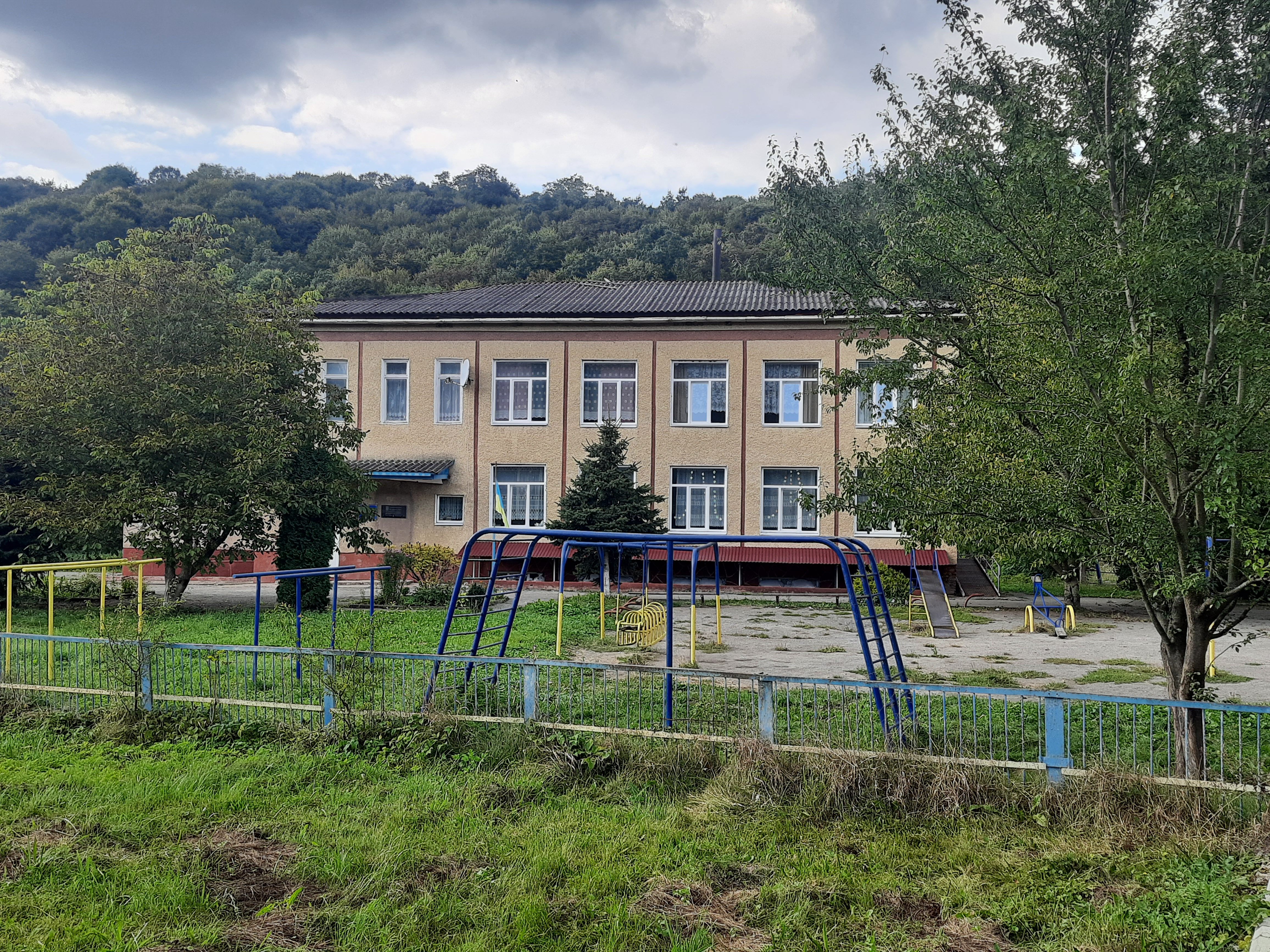
Школа
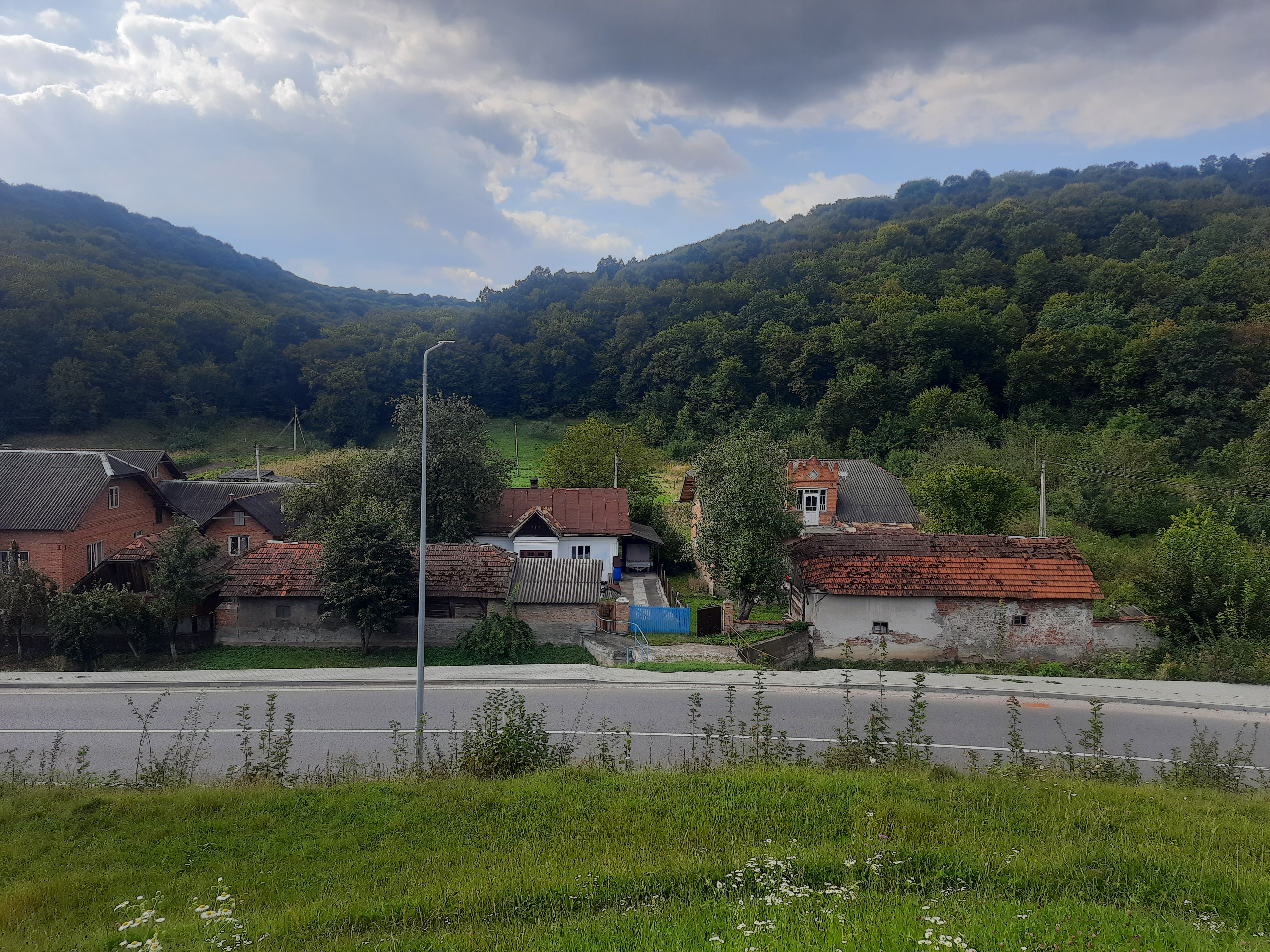
Сільський краєвид